# Мордин, Василий Александрович
Василий Александрович Мордин (1918—1949) — советский лётчик бомбардировочной авиации ВВС ВМФ в годы Великой Отечественной войны,  Герой Советского Союза (24.07.1943). Майор (27.07.1944).

## Биография
Родился 18 апреля 1918 года в селе Хотеево (ныне — Брасовский район Брянской области). Окончил 7 классов школы в Хотеево, затем учился в Брасовском сельскохозяйственном техникуме (пос. Локоть).
В августе 1936 года призван по комсомольскому набору на службу в Рабоче-крестьянский Красный Флот. Окончил Военно-морское авиационное училище имени И. В. Сталина в Ейске в 1939 году. С ноября 1939 года служил на должности младшего лётчика в 15-м отдельном морском разведывательном авиационном полку ВВС Балтийского флота, в июле 1940 года его перевели в 57-й бомбардировочный авиационный полк ВВС КБФ. Тогда летал на самолётах МБР-2, СБ, ДБ-3Ф.
С июля 1941 года сражался в Великой Отечественной войне. Сначала воевал на Балтике, где в составе 57-го бап выполнил 18 боевых вылетов. В конце августа 1941 года переведён на Черноморский флот и назначен пилотом 40-го бомбардировочного авиационного полка ВМФ. Освоив во фронтовых условиях самолёт Пе-2, на протяжении практически всей героической обороны Севастополя находился на аэродроме Херсонес в осаждённом городе, совершая оттуда боевые вылеты в поддержку защитников города.
В 1942 году вступил в ВКП(б).
К ноябрю 1942 года лётчик 40-го бомбардировочного авиаполка 63-й бомбардировочной авиабригады ВВС Черноморского флота капитан Василий Александрович Мордин совершил 202 боевых вылета, уничтожив лично и в группе большое количество боевой техники противника: 13 самолётов на аэродромах, 30 автомашин, 5 артиллерийских орудий, 4 миномётные батареи, взорвал железнодорожный эшелон и 4 склада боеприпасов, потопил транспортную баржу и десантный катер.
Указом Президиума Верховного Совета СССР от 24 июля 1943 года за «образцовое выполнение боевых заданий командования на фронте борьбы с немецкими захватчиками и проявленные при этом мужество и героизм» капитану Василию Александровичу Мордину присвоено звание Героя Советского Союза с вручением ордена Ленина и медали «Золотая Звезда» за номером 1047.
После эвакуации из Севастополя в июле 1942 года активно участвовал в битве за Кавказ. В декабре 1942 года назначен лётчиком в 27-ю отдельную разведывательную эскадрилью ВВС ЧФ, а уже через месяц, в январе 1943 года, стал в ней командиром звена. Стал в ней одним из лучших дальних морских разведчиков, совершая вылеты с аэродромов кавказского побережья на разведку морских коммуникаций у оккупированной Одессы, румынского и болгарского побережья, и даже летал в район пролива Босфор. В марте 1943 года назначен командиром эскадрилью в 30-й отдельный разведывательный авиационный полк ВВС ЧФ. С марта 1944 года — инспектор по технике пилотирования 13-й авиационной дивизии пикирующих бомбардировщиков ВВС ЧФ. Однако и тогда продолжал боевые вылеты, как лично выводя в бой молодых пилотов, так и привлекаясь для выполнения особо важных заданий командования. Участвовал в Крымской и Ясско-Кишинёвской наступательных операциях.
Всего за время войны В. А. Мордин совершил 299 боевых вылетов на самолётах ДБ-3Ф, Пе-2, Пе-3, A-20 «Бостон».
После окончания войны продолжил службу в ВМФ СССР. Оставался в прежней должности до направления на учёбу в феврале 1946 года. В 1947 окончил Высшие офицерские курсы авиации ВМФ.
С августа 1947 года служил в ВВС Северного флота: командир 21-й отдельной буксировочно-корректировочной авиационной эскадрильи, с января 1949 года — командир эскадрилью в 574-м минно-торпедной авиационном полку.
Трагически погиб в авиакатастрофе 8 июля 1949 года на военном аэродроме «Ягодник» в районе посёлка Первомайский (ныне — город Новодвинск) Архангельской области. Похоронен в Севастополе на Мемориальном Братском кладбище советских воинов на 6 километре Симферопольского шоссе у посёлка Дергачи.

## Награды
- медаль «Золотая Звезда» Героя Советского Союза (24.07.1943)
- орден Ленина (24.07.1943)
- два ордена Красного Знамени (9.01.1942; 9.08.1942)
- Орден Александра Невского (6.11.1944)
- медаль «За боевые заслуги» (5.11.1946)
- медаль «За оборону Севастополя» (1943)
- медаль «За оборону Кавказа» (1945)
- медаль «За оборону Одессы» (1943)
- ряд других медалей СССР
- Кавалер ордена Британской империи (Великобритания, 19.01.1944)
- Медаль «Отечественная война 1944—1945 гг.» (Болгария, 1949)[2].

## Память
- Бюст установлен на Аллее Героев в посёлке Новофёдоровка Сакского района Крыма.
- Бюст установлен на Аллее Славы в пгт Красногвардейское Красногвардейского района Крыма (2021).
- Также бюст установлен в посёлке Локоть Брасовского района Брянской области.